# Estadio Comandante Andrés Guacurarí
Estadio Comandante Andrés Guaçurari también conocido por los hinchas como "La Sucursal del Cielo" se encuentra ubicado en la ciudad de Garupá, provincia de Misiones, Argentina. Fue construido en 2003 y está ubicado en el Paraje Santa Inés. Pertenece al Club Mutual Crucero del Norte, que juega allí sus partidos de local. Recibe su nombre en homenaje a Andresito Guacurarí, un militar y caudillo argentino.
Varios grandes del fútbol argentino jugaron en este estadio (Boca Juniors, Independiente, Racing Club, entre otros), al igual que la selección argentina sub-20, que jugó un partido contra su par paraguayo en el 2007. Tiene una capacidad para 15.000 espectadores.
Está planificada una ampliación de su capacidad. Las dimensiones del terreno de juego son de 110 x 75 y es la cancha más grande de los equipos que disputan torneos de AFA. El césped que lo recubre es grama bahiana, más característico de los estadios brasileños.
El 27 de junio de 2013, a propuesta de sus directivos, se iba a cambiar su nombre por el de "Cristina Fernández de Kirchner", pero fue rechazada por la propia mandataria.
En el año 2014 se construyeron nuevas plateas en el estadio, y se amplió la capacidad de 12.000 a 15.000 espectadores.